# Sân vận động Francis-Le Blé
Sân vận động Francis-Le Blé là một sân vận động đa năng ở Brest, Pháp. Nó hiện được sử dụng chủ yếu cho các trận đấu bóng đá và là sân nhà của câu lạc bộ Brest. Sân vận động có thể chứa 15.931 khán giả, được đặt theo tên của Francis Le Blé, cựu thị trưởng Brest đã qua đời năm 1982.